# Soffy O
Soffy O ist der Künstlername der schwedischen Sängerin Sofia Larsson Ocklind.

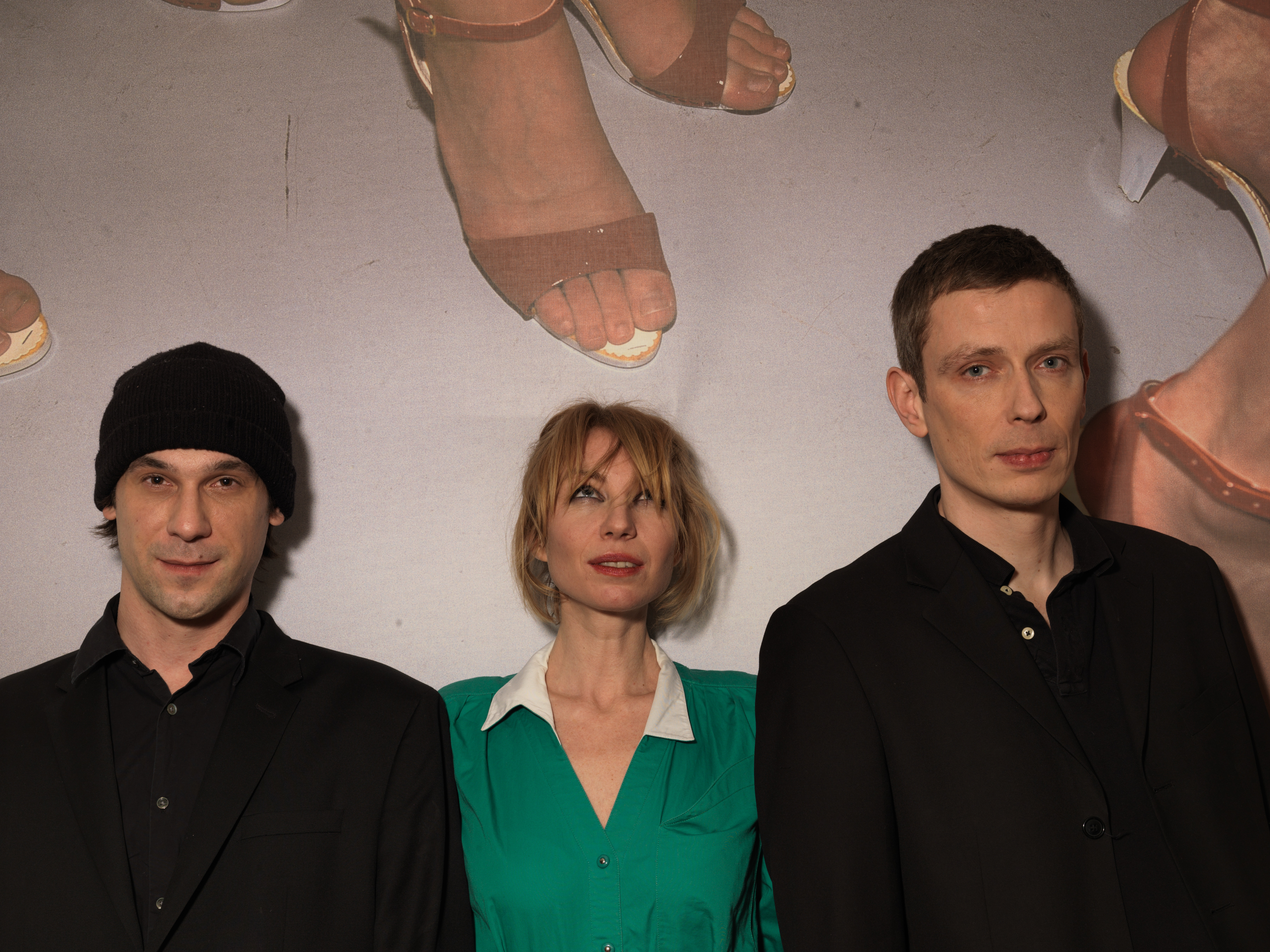
Toktok mit Soffy O, Berlin 2012

## Leben
Soffy O kam 1999 zur Berliner Band Toktok. Die Band verzeichnete 2001 mit der Single Missy Queen Is Gonna Die einen ersten Hit, welcher mit dem Deutschen Dance Award für den besten Newcomer ausgezeichnet wurde, und auf den mit Day of Mine im Jahre 2002 ein weiterer Erfolg folgte.
Auf dem Plattenlabel Virgin (EMI) veröffentlichte Soffy O am 18. August 2006 ihr erstes Soloalbum The Beauty of it.

## Diskografie

### Studioalben
- Toktok vs. Soffy O  – Toktok vs. SoffyO (2002)
- The Beauty Of It (2006)
- Life's A Soap – Hector, Manolo & Soffy O (2010)
- Yes No Yes  –  Toktok vs. SoffyO (2018)

### Singles
- Missy Queen’s Gonna Die – Toktok vs Soffy O (VÖ: 20. August 2001)
- Day of Mine – Toktok vs. Soffy O (VÖ: 9. September 2002)
- Too Late / Redeemer – Toktok vs Soffy O (VÖ: 1. Januar 2004)
- Everybody's Darling (VÖ: 26. Mai 2006)
- Maybe A Dog (VÖ: 25. August 2006)
- The One – Hector, Manolo & Soffy O (VÖ: 7. Mai 2010)

## Auszeichnungen
- Dance Music Award
  - 2001: in der Kategorie „Critics Choice Track“ (Missy Queen’s Gonna Die)